# Ernst Polsterer
Ernst Polsterer (* 26. Februar 1887; † 4. Mai 1945) war ein österreichischer Mühlenbesitzer in Enzersdorf an der Fischa und Feuerwehrfunktionär.

## Leben
Mit 16 Jahren trat er in die Freiwillige Feuerwehr Enzersdorf an der Fischa ein. Bereits im Jahre 1909 wurde er zum Hauptmann gewählt. 1914 wurde Ernst Polsterer zum Kommandanten des Bezirksfeuerwehrverbandes Schwechat gewählt und 1915 in den Ausschuss des Niederösterreichischen Landesfeuerwehrverbandes Schwechat entsandt. In den Jahren 1915 bis 1939 bekleidete Polsterer verschiedene Funktionen im Landesfeuerwehrverband. Von 1912 bis 1931 war er Kassaverwalter, 1922 bis 1931 Landesfeuerwehrkommandant-Stellvertreter.
Im Jahr 1931 wurde Polsterer als Nachfolger des verstorbenen Carl Jukel zum Landesfeuerwehrkommandanten gewählt. Sein Stellvertreter wurde Franz Bauer aus Wiener Neustadt, der auch zusätzlich Kassier wurde.
Von 1929 bis 1939 war er auch Schriftleiter der Mitteilungen des Niederösterreichischen Feuerwehrverbandes, dem Vorgänger des heutigen Organs des Landesfeuerwehrverbandes BrandAus.
Ernst Polsterers Hauptwerk war die Gründung und Einrichtung der Feuerwehr-Fachschule in Wiener Neustadt als Vorgängerin der heutigen Landesfeuerwehrschule in Tulln.
Die Schule wurde im März 1933 eröffnet. Bereits im September 1933 war es auch unter seiner Leitung, dass der Landesfeuerwehrverband beschloss, politisch neutral zu bleiben und den Feuerwehrmitgliedern zu verbieten, als diese an politischen Veranstaltungen teilzunehmen.
Insgesamt war Polsterer 36 Jahre im Freiwilligen Feuerwehr- und Rettungswesen tätig. Im August 1939 legte Polsterer aufgrund des damaligen Regimes seine Funktion als Landesfeuerwehrkommandant zurück. Am 4. Mai 1945 starb er nach kurzem, schwerem Leiden.
Der Niederösterreichische Landesfeuerwehrverband hat Ernst Polsterer eine Gedenktafel am Feuerwehrhaus der Freiwilligen Feuerwehr Enzersdorf an der Fischa gesetzt.
Er war auch Vizepräsident der Börse für landwirtschaftliche Produkte in Wien und führte den Berufstitel Kommerzialrat.

## Auszeichnungen
- Silbernes Ehrenzeichen für Verdienste um die Republik Österreich